# El Maillo
El Maillo är en ort i Spanien.   Den ligger i provinsen Provincia de Salamanca och regionen Kastilien och Leon, i den centrala delen av landet, 210 km väster om huvudstaden Madrid. El Maillo ligger 1 019 meter över havet och antalet invånare är 383.
Terrängen runt El Maillo är kuperad åt sydost, men åt nordväst är den platt. Terrängen runt El Maillo sluttar norrut. Runt El Maillo är det mycket glesbefolkat, med 5 invånare per kvadratkilometer. Närmaste större samhälle är Nuñomoral, 19,0 km söder om El Maillo. 